# دانشگاه ایالتی آنجلو

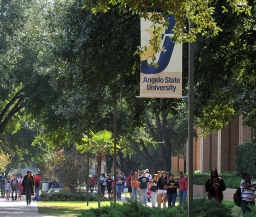
نمایی از پردیس دانشگاه

دانشگاه ایالتی آنجلو (به انگلیسی: Angelo State University) یکی از دانشگاه‌های دولتی ایالات متحده آمریکا است که در شهر سن آنجلو، تگزاس قرار دارد.تعداد دانشجویان این دانشگاه،طبق آمار اعلامی در سال ۲۰۱۷ میلادی، ۱۰۴۷۷ نفر بوده است.
این دانشگاه یکی از موسسات سامانه دانشگاه فناوری تگزاس است.